# Síndrome de Stokes–Adams
Síndrome de Stokes–Adams  (epónimos alternos incluyen Síndrome de Gerbezius-Morgagni-Adams-Stokes y Síndrome de Gerbec-Morgagni-Adams-Stokes) se refiere a una pérdida súbita y transitoria del estado de alerta, ocasionalmente acompañado de convulsiones. Es nombrado en honor de dos médicos Irlandeses, Robert Adams (1791–1875) y William Stokes (1804–1877), La primera descripción del síndrome se publicó en 1717 por Marco Gerbec, un médico esloveno, que fue citada 44 años después por Giovanni Battista Morgagni.

## Signos y síntomas
Previo a una crisis el paciente palidece, su ritmo cardiaco sufre una pausa y sobreviene el colapso. Los periodos de inconsciencia son de aproximadamente treinta segundos; de existir convulsiones, estas consistirán en contracciones tras 15 a 20 segundos. La respiración continúa normalmente durante las crisis y al recuperarse el paciente se ruboriza debido al rápido bombeo de sangre oxigenada por su sistema circulatorio.
Al igual que con cualquier episodio de síncope resultado de una arritmia, este no depende de la posición del paciente. Si ocurren durante el sueño, los síntomas pueden ser el sentirse caliente y ruborizado al despertar.

## Diagnóstico
Las crisis de Stokes-Adams se pueden diagnosticar mediante una minuciosa historia clínica, en donde se refiere palidez antes de la crisis y rubor después de las mismas. El electrocardiograma (ECG) mostrará asistolia, bloqueo auriculo-ventricular (AV) o fibrilación ventricular durante las crisis.

## Causas
Las crisis son causadas por falta de gasto cardíaco debido a: envenenamiento con antimonio, asistolia, bloqueo cardíaco, Enfermedad de Lev o fibrilación ventricular. La falta de flujo sanguíneo al cerebro es la responsable de la pérdida del estado de alerta.

## Tratamiento
El tratamiento inicial puede ser médico, utilizando drogas como isoprenalina (Isuprel) y epinefrina (adrenalina). El tratamiento definitivo es quirúrgico, mediante la colocación de un marcapasos.

## Pronóstico
Si no se diagnóstica o no se trata, las crisis de Stokes–Adams tienen una mortalidad del 50% dentro del año del primer episodio. El pronóstico con el tratamiento es muy bueno.[cita requerida]